# Lexus LY 650
Lexus LY 650 – luksusowy jacht motorowy opracowany przez japońską markę samochodów Lexus i firmę Marquis Yachts. Światowa premiera statku odbyła się we wrześniu 2019 roku. LY 650 jest pierwszą jednostką pływającą Lexusa wprowadzoną do produkcji.
Nazwa LY 650 pochodzi od słów Luxury Yacht (pol. luksusowy jacht) i długości jednostki, która wynosi 65,5 stóp, czyli 19,96 m. Maksymalna szerokość statku to 5,72 m. Jacht dysponuje trzema poziomami, w środku może przenocować do sześciu osób – pod pokładem znalazły się trzy dwuosobowe sypialnie z oddzielnymi łazienkami. Środkowy poziom stanowi salon z kuchnią, a na górze znalazł się mostek kapitański.
Za napęd Lexusa LY 650 służą dwa wysokoprężne silniki Volvo Penta IPS. W zależności od wersji moc pojedynczego motoru może mieć 1050, 1200 lub 1350 KM. Kadłub jachtu wykonano w dużej części z kompozytów zbrojonych włóknem węglowym. W wyposażeniu jednostki znalazł się system tzw. wirtualnej kotwicy, którego zadaniem jest automatyczne utrzymywanie pozycji statku nawet na wzburzonym morzu czy dotykowy, kolorowy panel wskaźników na stanowisku kapitańskim.
Jacht powstaje w stoczni firmy Marquis Yachts w miejscowości Pulaski w amerykańskim stanie Wisconsin. Cena jednostki wynosi od 3,74 mln dol. 